# Rafiot
Note. Cliquez sur le lien correspondant pour transférer rapidement le mot : nom commun, adjectif, verbe ou autre.
Depuis l’activation de la fonction Special:Import, il est vivement recommandé  de contacter un administrateur du Wiktionnaire pour procéder à l’importation de la page ainsi que de tout l’historique vers ce dernier.
 (avril 2024).
Si vous disposez d'ouvrages ou d'articles de référence ou si vous connaissez des sites web de qualité traitant du thème abordé ici, merci de compléter l'article en donnant les références utiles à sa vérifiabilité et en les liant à la section « Notes et références ».
Un rafiot est une barque de pêche traditionnelle des côtes méditerranéennes de France, notamment de la région de Toulon.
Le nom de cette barque a été détourné de son sens historique pour désigner d'une façon péjorative un bateau en mauvais état. Dans ce sens, il est employé dans plusieurs titres d'œuvres de fiction ou de documentaires. 

## Chanson
- Au 31 du mois d'août, chanson de marin française, désigne péjorativement comme « grand rafiot » un vaisseau de la Royal Navy.

## Cinéma
- Le Rafiot héroïque (The Wackiest Ship in the Army) , film américain de Richard Murphy, sorti en 1960.

## Roman
- Trois Médusés dans un rafiot, roman français de Georges Pierquin, paru en 1980.
- Balade dans un rafiot pourri, roman français de Lou La Bonté, paru en 2015.

## Télévision
- « Congo : le rafiot de l’enfer », film documentaire français de la série Les Routes de l'impossible, sorti en 2011.